# Advergaming
L'Advergaming (de l'anglès advertising i game) és la pràctica d'usar videojocs per publicitar una marca, producte, organització o idea.
Els advergames són una nova eina de màrqueting i comunicació i serveix per promocionar un producte, una organització o una idea. Són videojocs interactius que permeten una exposició continuada de l'usuari davant de la marca publicitada, el qual pot sentir de manera immersiva i discreta els valors de l'esmentada marca.
El terme "advergames" va ser encunyat a la revista Wired el 2001, i va ser aplicat a diversos jocs web gratuïts encarregats per grans companyies.
L'any 2008, el TERMCAT accepta joc electrònic com a denominació correcta, en detriment de l'anglicisme advergaming.

## Advergamevs.In-game
El joc publicitari no consisteix (només) a col·locar publicitat en el decorat d'un joc comercial existent. Aquesta és una tècnica anomenada emplaçament en jocs o publicitat in-game que va néixer fa molts anys, inspirada en la tècnica d'emplaçament de producte en el cinema. Però aquesta tècnica s'ha demostrat poc eficient perquè mentre hom està jugant està pendent del joc i es fixa poc en el decorat. Per això va néixer l'advergaming.
El concepte d'advergaming pròpiament dit és relativament nou i es refereix a crear expressament un joc per a una empresa partint del producte o de la marca com a element central del joc. Dit d'una altra manera, no es tracta d'afegir la marca en algun racó d'un joc, sinó que el producte o el logotip siguin el centre al voltant de la qual es construirà l'acció. Amb el temps, el que va néixer com una alternativa s'ha revelat com un recurs de primera classe pels múltiples beneficis que suposa per als publicistes, que en valoren i celebren, en paraules literals d'un expert en màrqueting, ” …la repetició i l'addicció al joc. L'atractiva naturalesa de l'advergaming manté durant molta estona l'atenció dels usuaris, i permet als anunciants online educar-los sobre nous productes o característiques, assegurar-se l'impacte i, millor encara, la interiorització del missatge i de la marca per part del públic objectiu” (interessant nova accepció del terme “educar”…).

## Característiques
Els jocs publicitaris provoquen una acció publicitària més llarga i persistent, més significativa, més selectiva i menys intrusiva que la dels anuncis de la televisió.
1. Més llarga i persistent: Segons els creadors del joc d'una coneguda marca de patates fregides, el temps mitjà de permanència dels jugadors al seu web és de 40 minuts. Si ho comparem amb els 20 o 30 segons d'un anunci de televisió, la diferència parla sola. Si el producte o el logotip de la marca formen part bàsica del joc, es pot aconseguir una quantitat “d'impressions” de la marca en els sentits del jugador realment enorme.
Agafem com a exemple un joc Arxivat 2009-10-26 a Wayback Machine. d'una marca de sabatilles esportives; l'objectiu és fer surf pels carrers d'una ciutat atrapant el màxim de logotips i evitant les sabatilles que són els obstacles que ens fan caure. A part del fet que la marca i el producte estan en tot moment en pantalla al voltant de la finestra, en un minut de joc el logotip apareix una mitjana de 30 vegades. Si agafem com a referència els 40 minuts de mitjana de temps en el joc que hem vist abans, quan acabi de jugar en aquesta pàgina, el nen o la nena haurà vist 1200 vegades el logotip de la marca. I la diferència més important: no apareixen camuflats pel decorat com passaria en l'emplaçament en jocs, sinó que és justament el que el nen ha d'intentar atrapar, per tant no és que el nen vegi, sinó que mira i busca 1200 vegades el logotip.
2. Més significativa: Davant la televisió l'espectador té una posició passiva (encara que es pugui sentir més o menys identificat amb els personatges de la pantalla). En els jocs, en canvi, el jugador està implicat emocionalment: nosaltres i el personatge de la pantalla som una mateixa cosa. Per tant, el jugador també s'identifica més quan el personatge guanya punts gràcies a la marca, el logotip, el producte, etc.
3. Més selectiva: Perquè és l'internauta qui busca el joc i no al revés, de manera que ja no cal trencar-se el cap per perseguir el públic objectiu entre les graelles de programació: ara és ell mateix qui anirà voluntàriament a un mateix lloc. Això permet a les empreses també la creació de bases de dades amb informació sobre els usuaris, tant la que ens dona el nen sobre ell mateix com la que ens dona sobre els seus amics quan els envia el joc per compartir-lo.
4. Menys intrusiva: Els anuncis de la televisió són intrusius perquè ens tallen el programa que miràvem i ens interrompen la diversió. En canvi, en els jocs publicitaris, no hi ha cap sensació d'intrusió: els menors busquen voluntàriament aquestes pàgines “d'entreteniment” a les quals la majoria poden accedir tranquil·lament des de la seva habitació. Gràcies a la marca (que és qui paga) ells poden passar tot el temps que vulguin jugant gratis. Els mateixos anunciants procuren que “la marca col·locada no es percebi com un anunci, sinó que actuï com una part natural del joc”. Això, en un mitjà com internet que no té separacions entre continguts i publicitat, fa especialment difícil que un nen els pugui distingir.
[basat en els articles Advergaming: si l'adolescent no va a la publicitat... i Advergaming, l'addicció del desafiament, publicats a AulaMèdia (www.aulamedia.org)]